# Galatski most
Galatski most (turško Galata Köprüsü) je dvižni most preko zaliva Zlati rog v Carigradu, Turčija. Most že od zgodnjega 19. stoletja povezuje carigrajski mestni četrti Eminönü v okrožju Fatih in Karaköy v okrožju Beyoğlu. Sedanji most je bil zgrajen leta 1994 in je peti na istem mestu.
Ime je dobil po Galati na severni obali Zlatega roga, ki se zdaj imenuje Karaköy. Most je bil zlasti ob koncu 19. stoletja opevan v turški literaturi, gledališču, poeziji in romanih. 

## Zgodovina
Prvi dokumentirani most čez Zlati rog je bil zgrajen v 6. stoletju med vladavino Justinijana Velikega blizu Teodozijevega obzidja na zahodnem koncu mesta. 
Leta 1453 so Turki pred padcem Konstantinopla sestavili pontonski most tako, da so svoje ladje postavili eno poleg druge, in omogočili svojim četam prehod preko zaliva. 
V letih 1502–1503 je sultan Bajazid II. zahteval izdelavo načrta za most na sedanji lokaciji. Leonardo da Vinci je z uporabo treh dobro znanih geometrijskih principov, stisnjenega loka, parabolične krivulje in ključnega loka zasnoval 240 m dolg in 24 m širok most brez primere z enim samim razponom. Če bi bil most zgrajen, bi postal najdaljši most na svetu, vendar ambicioznega načrta sultan ni odobril. 
K snovanju mostu je bil povabljen tudi Michelangelo, vendar je vabilo zavrnil. Zamisel o izgradnji mostu čez Zlati rog je bila odložena do 19. stoletja. 
Leta 2001 je sodobni umetnik Vebjørn Sand v bližini Osla na Norveškem zgradil pomanjšano različico Leonardovega mostu, ki je bil prvi gradbeni projekt, ki je temeljil na Leonardovi skici. 

### Most Hayratiye
V zgodnjem 19. stoletju je Mahmud II. (1808–1839) dal zgraditi most bolj zahodno od sedanjega mostu med Azapkapi in Unkapanı (Atatürkov most). Most, znan kot Hayratiye (slovensko Dobrota), je bil odprt 3. septembra 1836. Gradnjo je izvedel namestnik velikega admirala Fevzi Ahmet paša z delavci in pomočjo mornariškega arzenala v bližnji Kasımpaşi. Po Lutfijevi Zgodovini je bil most zgrajen na povezanih pontonih in je bil dolg okoli 500–540 m. 

### Most  Cisr-i Cedid
Leta 1845 je bil na zahtevo valide sultan (sultanije), matere sultana Abdulmedžida I. (1839–1861) zgrajen prvi lesen most na mestu sedanjega Galatskega mostu. Imenovali so ga Cisr-i Cedid (slovensko Novi most), da bi se razlikoval od starejšega mostu višje na Zlatem rogu. Slednjega so preimenovali v Cisr-i Atik (slovensko Stari most). Baedekerjev vodnik omenja, da se je novi most imenoval tudi Most valide sultan. V rabi je bil 18 let. 
Na karaköyski strani mostu je zapisan dvostih pesnika İbrahima Şinasija, ki pravi, da je most zgradil sultan Abdulmedžid I. in  prvi šel čezenj. Pod njim je prvi plul francoski kapitan Magnan s svojo ladjo Cygne. 

#### Mitnina
Prve tri dni je bil prehod čez most brezplačen. Po treh dneh se je plačevala mitnina (mürüriye) pomorskemu ministrstvu. Mitnina je od 25. novembra 1845 znašala:  
- nič za vojaško osebje, osebje organov pregona, gasilce na dolžnosti in  duhovščino,
- 5 par za pešce,
- 10 par a osebe z nahrbtniki,
- 20 par za otovorjene živali,
- 100 par za konjske vprege in
- 3 pare  za drobnico in druge živali.

Do 31. maja 1930 sta mitnino pobirala uradnika v beli uniformi na obeh straneh mostu. 

### Drugi most
Leta 1863 je ta most nadomestil drug lesen most, ki ga je zgradil Ethem Pertev paša na ukaz sultana Abdulaziza (1861–1876) med izboljšavami infrastrukture po obisku Napoleona III. V Carigradu. 

### Tretji most
Leta 1870 je bila podpisana pogodba s francoskim podjetjem Forges et Chantiers de la Mediteranée za gradnjo tretjega mostu, vendar je izbruh vojne med Francijo in Nemčijo projekt odložil. Gradnja je bila leta 1872 dodeljena britanski firmi G. Wells. Most, dokončan leta 1875, je bil dolg 480 m,  širok 14 m in je slonel na 24 pontonih. Stroški gradnje so znašali 105.000 zlatih lir. V rabi je bil do leta 1912, ko so ga odvlekli v notranjost zaliva, da bi nadomestil stari most Cisr-i Atik. 

### Četrti most
Četrti Galatski most, znan kot Eski Köprü (slovensko Stari most), je leta 1912 zgradilo nemško podjetje Hüttenwerk Oberhausen AG za 350.000 zlatih lir. Ta plavajoči most je bil dolg 466 m in širok 25 m. Sestavljen je bil iz 12 delov: dveh kopenskih delov dolgih 17 m, 9 kosov dolgih okoli 40 m in srednjega dela, dolgega 66,7 m, zaradi česar je bil most premičen. Do leta 1930 se je na mostu plačevala mitnina.
Na spodnji etaži četrtega mostu so bili  bari in restavracije. Običajno ga opisujejo kot pomembno mesto za razvoj sodobne turške rock glasbe, ker je bil na njem bar Kemancı, v katerem so se cele dneve zadrževali glasbeniki in pevci skupin Duman, MFÖ, Şebnem Ferah in Teoman. 
Leta 1992 je bil most močno poškodovan v požaru in po enem tednu odvlečen s prvotne lokacije. Četrti most je bil takrat že predviden za razgradnjo, ker se je v njegovi neposredni bližini že začel graditi peti Galatski  most. Med vleko se je del poškodovanega mostu zrušil. Turške oblasti so most uvrstile med kulturno dediščino druge kategorije.
Trije kosi so po vleki izginili. Po popravilu so se preostali deli četrtega mostu leta 2002 postavili med Ayvansarayem in Hasköyem. Od julija do oktobra 2012 je bil most odprt za motorna vozila, da bi olajšali pretok prometa na mostu Haliç, ki se je prenavljal. Ker most ni dovoljeval plovbe trajektov, motil kroženje vode in preprečeval tekoča prizadevanja za čiščenje Zlatega roga, je bil srednji del mostu leta 2012 odvlečen v bližino obale. Po drugi vleki so nekdanje trgovine in restavracije zasedli brezdomci in most je še naprej razpadal. Leta 2016 je bila večina mostu prepeljana v razgradnjo v ladjedelnici Haliç in Tuzla. Preostalih nepopravljivih   50 metrov mostu je ostalo ob obali Hasköy/Balat  in čaka na razgradnjo.

### Peti (obstoječi) most
Peti Galatski most je zgradilo turško gradbeno podjetje STFA le nekaj metrov stran od prejšnjega mostu. Dokončan je bil decembra 1994. Projektiral in nadzoroval ga je GAMB (Göncer Ayalp Engineering Company). Je dvižni most, dolg 490 m z glavnim razponom 80 m. Širok je 42 m in ima dva pasova za vozila in dva pločnika za pešce. Tramvajska proga T1 poteka po sredini mostu in povezuje Bağcılar v zahodnem predmestju Carigrada s Kabatašem nedaleč od palače Dolmabahče. 
Leta 2003 je bilo na spodnji etaži mostu odprt niz restavracij, imitacij tistih s četrtega mostu. 

## Kultura
Galatski most je dolgo deloval kot simbolična povezava med starim Istanbulom, mestom cesarske palače ter glavnih verskih in posvetnih ustanov Osmanskega cesarstva, in sodobnim okrožjem Beyoğlu, kjer je nekoč živelo veliko nemuslimanov in kjer so živeli in delali tuji trgovci in diplomati. Kot je zapisal Peyami Safa v svojem romanu Fatih-Harbiye, je nekdo, ki je šel iz Fatiha v Harbiye preko mostu, prešel v drugo civilizacijo in kulturo. 
Most se pojavlja v večini poročil o Carigradu iz poznega 19. stoletja, morda najbolj nazorno v Konstantinoplu Edmonda De Amicisa, v katerem opisuje pisano paleto likov mnogih ras, ki jih je mogoče videti na njem. Most se omenja tudi v romanu Orlando Virginie Woolf, čeprav v 16. stoletju ni obstajal, kot namiguje knjiga.
Včasih se domneva, da je igra s kartami bridž dobila takšno ime, ker so britanski vojaki, ki so jo iznašli, prečkali Galatski most na poti do priljubljenih kavarn.